# Еміненс (Кентуккі)
Еміненс (англ. Eminence) — місто (англ. city) в США, в окрузі Генрі штату Кентуккі. Населення — 2705 осіб (2020).

## Географія
Еміненс розташований за координатами 38°21′47″ пн. ш. 85°10′36″ зх. д. / 38.36306° пн. ш. 85.17667° зх. д. (38.363158, -85.176702).  За даними Бюро перепису населення США в 2010 році місто мало площу 7,44 км², з яких 7,31 км² — суходіл та 0,13 км² — водойми.

## Демографія
Згідно з переписом 2010 року, у місті мешкало 2498 осіб у 994 домогосподарствах у складі 660 родин. Густота населення становила 336 осіб/км².  Було 1079 помешкань (145/км²).
Расовий склад населення:
| - 83,2 % — білих - 9,4 % — чорних або афроамериканців - 0,2 % — азіатів - 3,8 % — осіб інших рас |

До двох чи більше рас належало 3,3 %. Частка іспаномовних становила 8,0 % від усіх жителів.
За віковим діапазоном населення розподілялося таким чином: 28,6 % — особи молодші 18 років, 58,7 % — особи у віці 18—64 років, 12,7 % — особи у віці 65 років та старші. Медіана віку мешканця становила 35,4 року. На 100 осіб жіночої статі у місті припадало 89,2 чоловіків;  на 100 жінок у віці від 18 років та старших — 81,7 чоловіків також старших 18 років.
Середній дохід на одне домашнє господарство  становив 46 189 доларів США (медіана — 31 856), а середній дохід на одну сім'ю — 56 069 доларів (медіана — 45 426). Медіана доходів становила 40 724 долари для чоловіків та 30 500 доларів для жінок. За межею бідності перебувало 27,2 % осіб, у тому числі 35,4 % дітей у віці до 18 років та 15,4 % осіб у віці 65 років та старших.
Цивільне працевлаштоване населення становило 1002 особи. Основні галузі зайнятості: освіта, охорона здоров'я та соціальна допомога — 22,3 %, виробництво — 17,1 %, будівництво — 10,9 %, публічна адміністрація — 10,8 %.